# Costin Petrescu (muzician)
Costin Petrescu (n. 1947, București, România) este un arhitect, grafician, muzician percuționist și compozitor româno-francez.
Este unul dintre pionierii rockului românesc cu performanță în două formații legendare pop-rock, Olympic '64 și Phoenix, cu colaborări numeroase în jazz și jazz/rock cu Mircea Tiberian, Marius Popp, Dan Mândrilă, Johnny Răducanu, Cătălin Târcolea, Dragoș Nedelcu, dar și la proiectele lui Mircea Florian, Nicu Alifantis, Sergiu Cioiu. Are de asemenea o prestigioasă activitate în muzică contemporană, de avangardă, alături de Iancu Dumitrescu / Ansamblul Hyperion precum și alți compozitori ca Vlad Ulpiu, Mihaela Vozganian, Horia Șurianu, incluzând și proiecte personale individuale. 
În paralel, a activat în domeniul arhitecturii pentru o perioada lungă de timp, cu o carieră importantă în România - București, Franța - Paris, Liban - Beirut, dar și în domeniul graficii, desenul fiind o iubire timpurie a sa.
Este unul dintre nepoții pictorului Costin Petrescu.

## Muzică și pregatire pentru arhitectură
Încă de la o vârstă foarte tânără Costin Petrescu a arătat atracție către zonele artistice. Lecțiile de pian începute devreme au culminat cu nefericita vindere a instrumentului familial, pentru acoperirea golurilor imense create de criza anilor `50 după război, și instaurarea comunismului în România. Primele manifestări înlocuitoare au fost totuși « concertele la două linguri de lemn », la diversele vase gastronomice familiale, sub atenta observație și încurajare a bonei sale. În curând, la cinci ani, Costin este « testat » de renumitul Sergiu Malagamba, baterist și muzician de excepție, cunoscut al familiei, cu ocazia căruia i se prevede un viitor « percutiv » promițător. După o copilărie nu foarte veselă dar protejată de mediul familial, adolescența aduce noutățile care erau necesare. Inspirat, încurajat de o mamă soprană în coruri cunoscute din București, drumul lui Costin în muzică, trecând prin faimoasa școală primară Mântuleasa, a fost destul de scurt spre intrarea într-un grup de rock al anilor `60, « The Pioneers », mai ales cu ocazia achiziționării unui adevărat set de tobe de chiar profesoara de muzică a liceului George Coșbuc unde studia. 
Grupul se transformă rapid în Olympic '64 în anul cu aceeași cifră, anul Olimpiadei din Tokyo, și capătă o notorietate unanimă în rândul tinerilor și fanilor de muzică pop-rock. Costin își dezvoltă mult capacitățile de baterist și cu grupul consacrat deja, cânta în numeroase împrejurări la dans, la săli importante de spectacole precum și la Televiziunea Română. Participă din plin și la concepția celor două opere rock, « Dodecameronul focului alb » și « Karma Kaliyuga », împreună cu Picky Inglessis și mai ales cu prietenul lui din adolescență Dorin Liviu Zaharia, zis « Chubby » (din pricina vocii și a stilului care semănau cu faimosul Chubby Checker). Cele două spectacole au făcut istorie la Festivalurile Pop-rock organizate de Facultatea de Arhitectură prin Clubul A, dar au adus și un scandal iminent față de oficialitățile comuniste care au interzis festivalul pentru mulți ani.

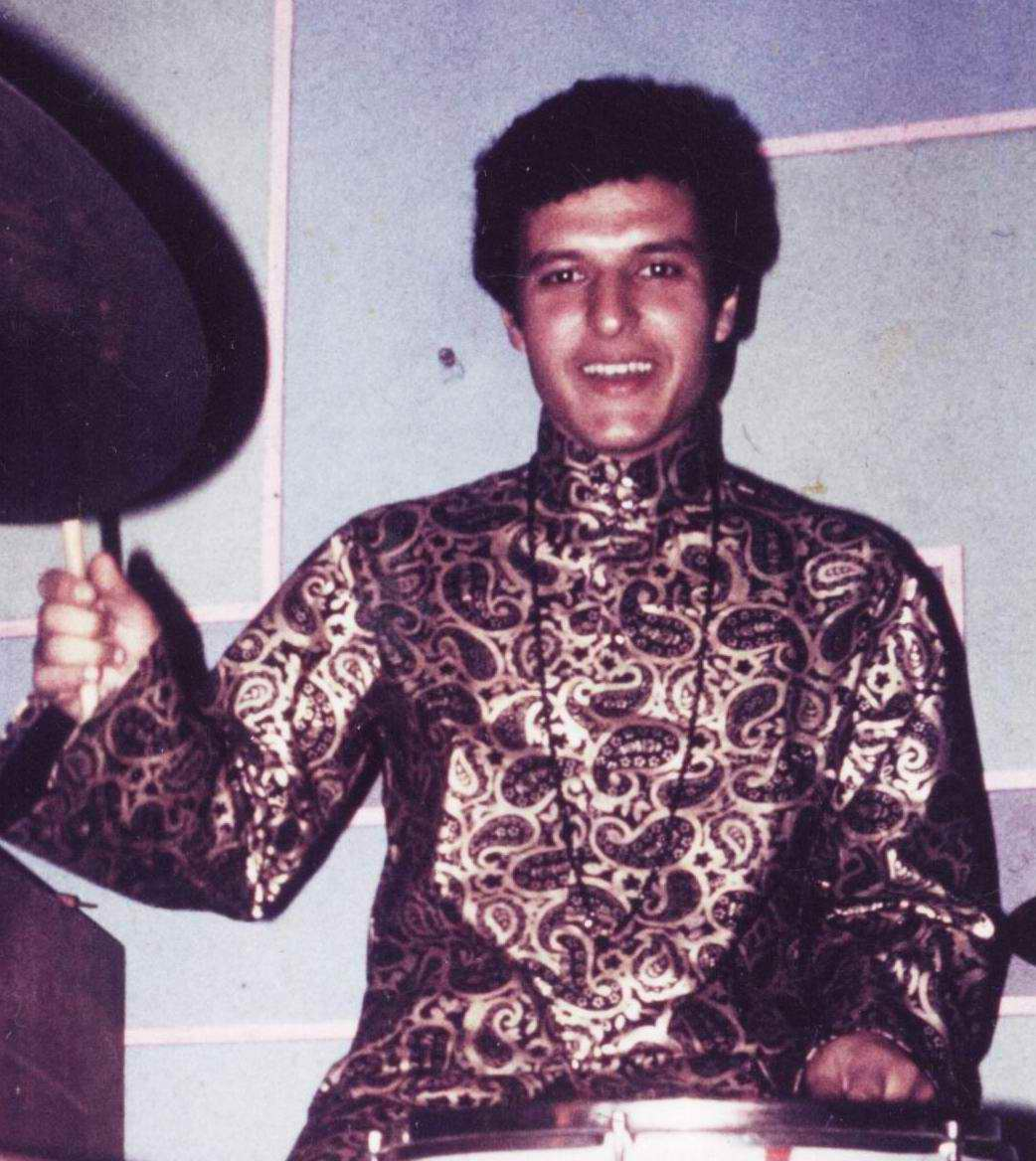
În Barul Perla din Mamaia, cu Olympic '64 (1968)

După terminarea liceului și a Școlii Tehnice de Arhitectură, este admis la Facultatea de Arhitectură « Ion Mincu » din București. În anul patru, odată cu dezmembrarea grupului Olympic, este cooptat în alt grup de pop-rock cunoscut, Phoenix, din Timișoara. Noul stil de rock folcloric adoptat de acest grup reformat, care trecuse de asemenea de curând printr-o dezmembrare asemănătoare, îi convine excelent, fiind dat acumulările și studiile ritmice importante și abordate anterior la Olympic.

Cu grupul Phoenix, Costin urcă în zone superioare ale pop-rockului, printr-o muncă asiduă și răsplătită de zeci de mii de fani și de spectatori din țară și din străinătate. Trei discuri vinil, din care două LPuri și un Single sunt produse în această perioadă, acompaniate de numeroase turnee prin România și două participări la Festivaluri în Cehoslovacia și Polonia, respectiv la Bratislava și Sopot. Turneele și spectacolele în țară, emisiunile la Televiziune se înmulțesc și grupul atinge un sumum de notorietate în România. 

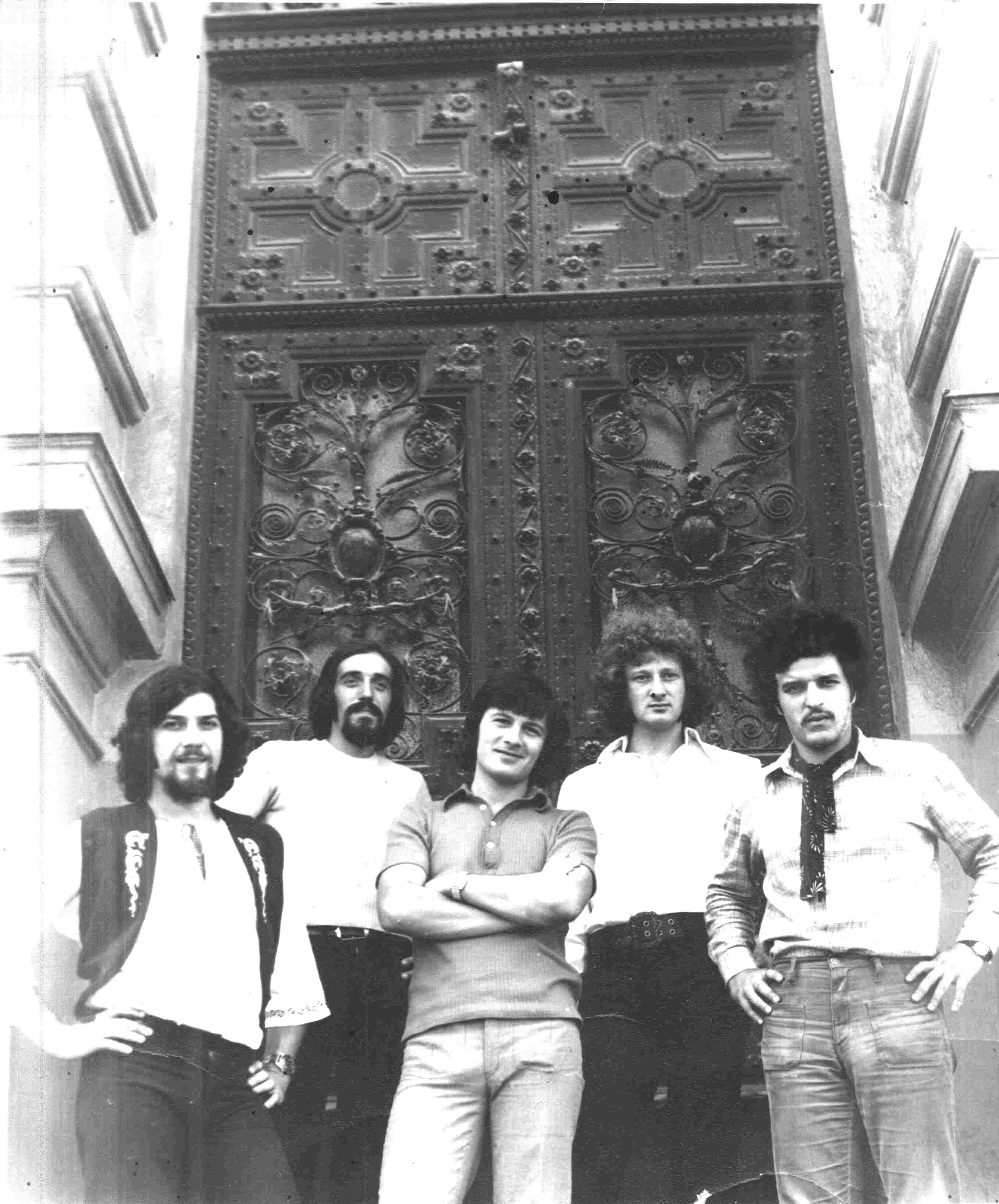
Phoenix in the golden age 1972-73

Între timp ascultă și este atras de muzici mai speciale cum ar fi cele ale lui Weather Report, Blood, Sweat and Tears, Franck Zappa sau Miles Davis, John Coltrane, Sun Ra. 
Facultatea se desfășoară în paralel cu aprofundarea materiilor și a proiectării indispensabile profesiei de arhitect, cu menționarea cunoașterii și studierii marelui « Le Corbusier », de care se atașează ca « fan » și discipol. Distanța între București și Timișoara, este cumva diminuată și de tenacitatea cu care Costin Petrescu balansează între cele două arte primordiale, necesare exprimării sale.

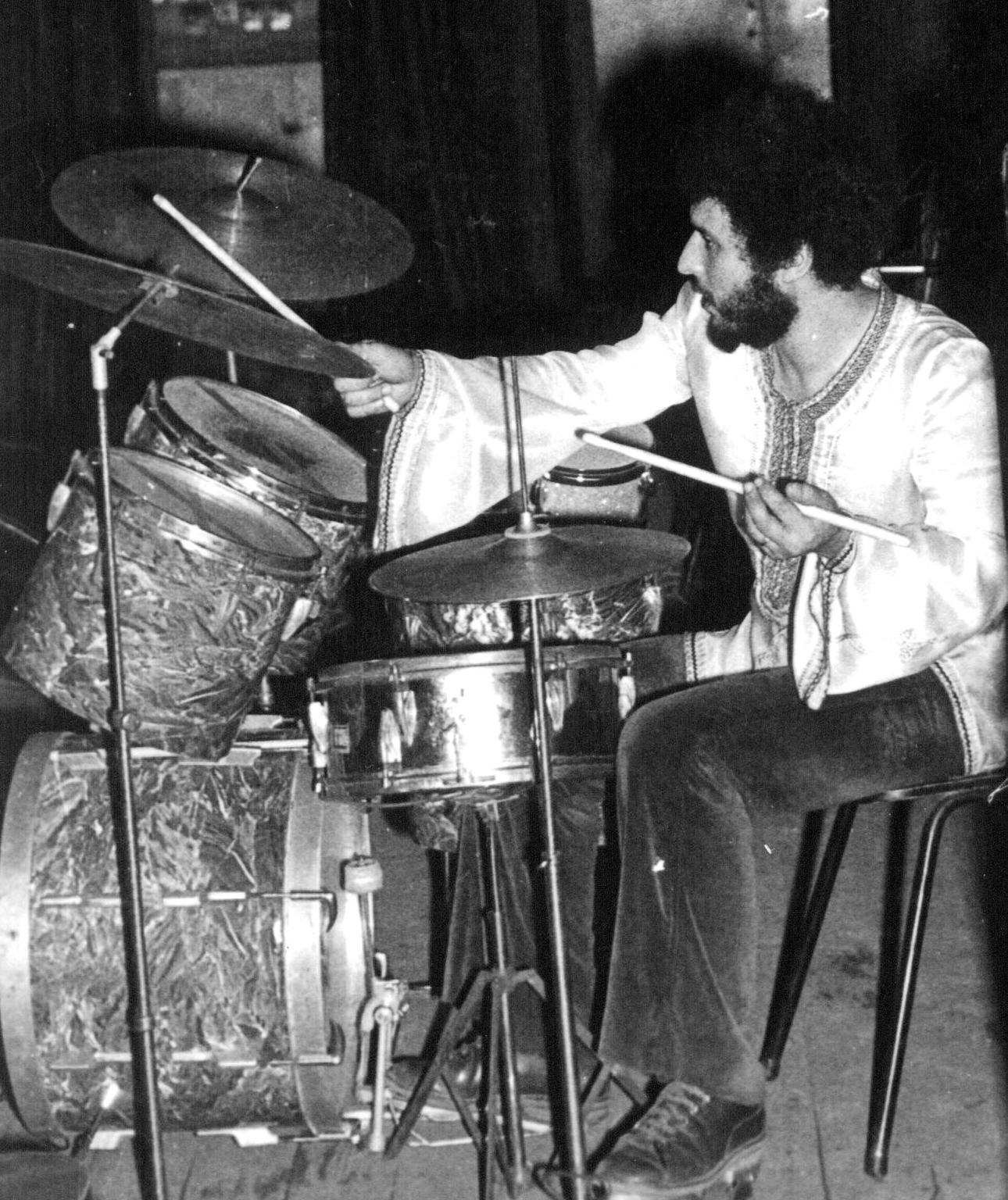
Cu Phoenix, în turneu (1973)

Costin participă la pregătirea și constituirea celui de-al patrulea vinil dublu Phoenix, Cantafabule, dar datorită unor incompatibilități apărute cu șeful grupului, Nicolae Covaci, părăsește trupa în timpul înregistrărilor. De data aceasta Costin Petrescu se îndreaptă către muzică jazz, jazz-rock și etno-jazz efectuând concerte și înregistrări cu personalități de top din această zona a muzicii : Mircea Tiberian, Marius Popp și Dragoș Nedelcu, pianiști, Dan Mândrilă saxofonist, Johnny Răducanu contrabasist, Cătălin Târcolea naist. Participă în paralel, tot prin înregistrări și concerte, la proiectele de folk-rock ale lui Mircea Florian, Nicu Alifantis, folkiști, cântăreți și compozitori, sau ale celor de muzică/poezie ale cântărețului și actorului Sergiu Cioiu, întregind participarea sa la domenii diverse muzicale. 
La un an, după obținerea diplomei de arhitect în 1974, face timp de șase luni Școala de Ofițeri în Rezervă la artilerie într-o unitate militară din Brăila, orașul lui Panait Istrati. 
Lucrează apoi la Studiourile Cinematografice Buftea ca arhitect scenograf, la filme importante printre care „Războiul de Independență” al regizorului Manole Marcus intrat prin anumite manevre în mâna lui Sergiu Nicolaescu. 
La sfârșitul anului funestului cutremur din '77, este angajat arhitect la un institut de proiectări din București unde lucreaza la proiecte de activități industriale și locuințe   mai mulți ani, și în același timp este cooptat ca percuționist la înființarea grupului de muzică contemporană Hyperion, la inițiativa compozitorului Iancu Dumitrescu. Grupul interpretează muzică veche românească după partituri și transpuneri vechi Anton Pann, Domițian Vlahul, Dimitrie Cantemir, Ioan Căianu, Ieromonahul Vlahu, Filotei și alții. Dar mai ales muzică modernă, a unor compozitori români considerați interesanți în Europa în perioada aceea, printre care chiar Iancu Dumitrescu, Aurel Stroe, Ștefan Niculescu, Corneliu Cezar, Octavian Nemescu, Costin Cazaban, Horia Șurianu etc. 
Ascultă Varèse, Messiaen, Schöenberg, Stockhausen, Alban Berg, Steve Reich, John Cage, Xenakis (care era arhitect și româno-grec de origine), Pierre Schaeffer și alții. Din acest moment, Costin intră în lumea așa zisei « muzici savante », de avangardă, se îndrăgostește de noul și vastul univers sonor și începe să-și construiască un arsenal de instrumente de percuție cu posibilități proprii, necesare diverselor interpretări. 
Tot în aceeași perioadă începe să compună câteva piese de percuție solo, salutate de publicul acestei zone destul de ermetice. Efectuează turnee și concerte în țară și în străinătate, de data aceasta în vestul Europei, Italia, Austria, Germania, Franța-Paris, Portugalia-Lisabona care au săli și scene unde Hyperionul culege aplauzele binemeritate.

## Plecarea din țară și arhitectura pură
La un astfel de turneu, la Lisabona, Costin decide să nu se mai întoarcă în România din pricina înrăutățirii grave a situației sociale, economice și politice, instalându-se la Paris, cu ajutorul unui bun și vechi prieten Mihai Munteanu, arhitect și el. Își aduce familia, soția și fiica peste aproximativ doi ani, dar nu fără dificultăți. 

Între timp încercările de a relua activitatea muzicală eșuează din pricina concurenței și a saturării pieței cu muzicanți profesioniști din toată lumea. La recomandările marelui muzician, cântăreț și compozitor de muzică ușoară Michel Berger și a soției sale cântăreața France Gall, cu care se cunoscuse deja, reia prin precauție totuși lucrul la planșeta. Și funcționează din plin ! 

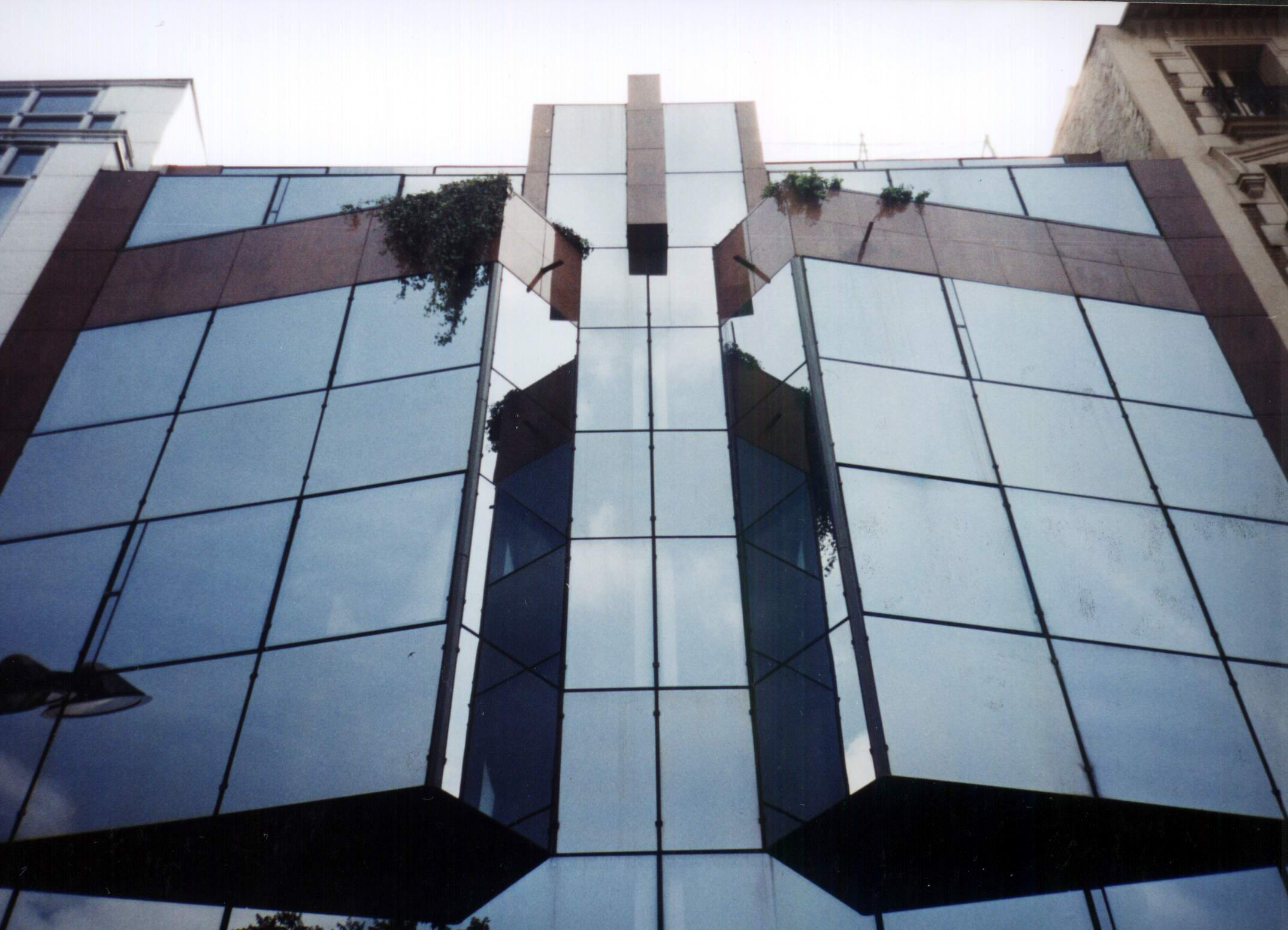
Standing offices building in Asnières, near Paris, 1989

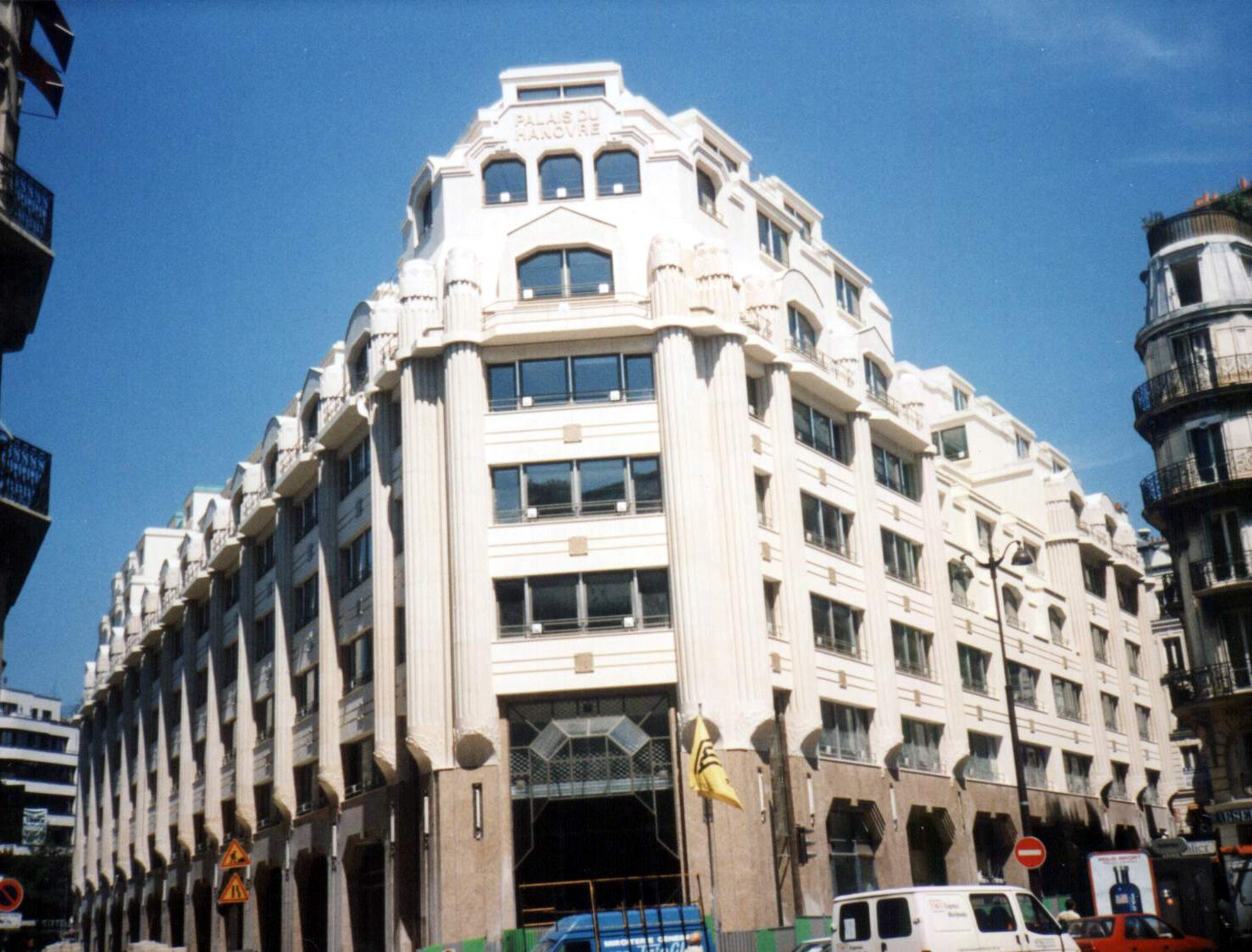
Palais Berlitz, Paris, luxury offices (rehabilitation, conception & design) 1992

Cu răbdare și muncă, în numai trei ani, devine șef de proiect la una din cele mai cotate agenții de arhitectură din Franța, la Paris, cabinetul « Jean Jaques Ory ». Urmează proiecte din ce în ce mai spectaculoase și interesante la care Costin este obligat să-și dezvolte cunoștințele acumulate în timp. Proiecte mari sau medii in Paris sau imprejurimi, lista de referințe se mareste rapid in câțiva ani, culminând cu "Washington Plaza", un imens proiect de restructurare al centrului de afaceri cu același nume.

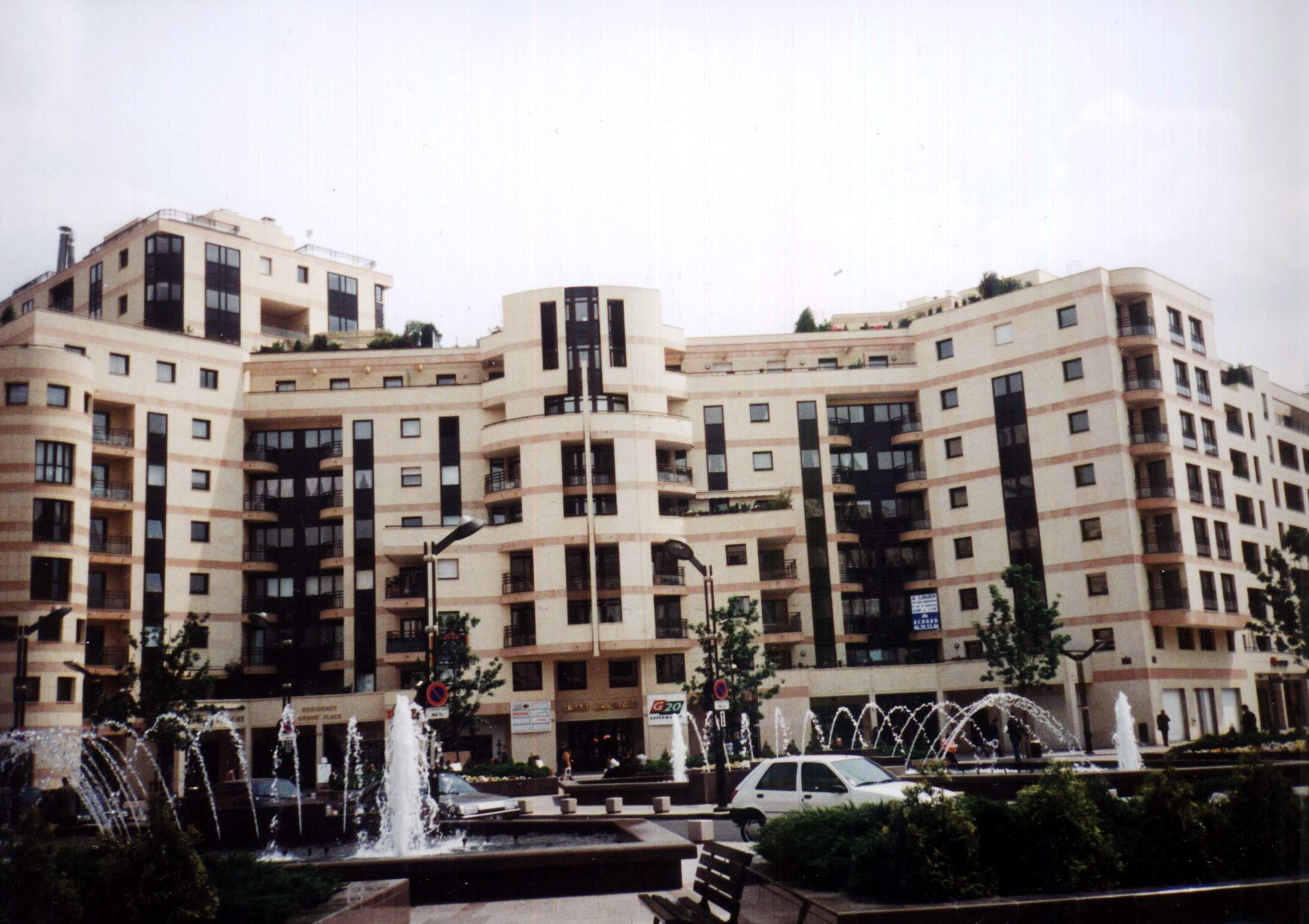
Condominiums in Levallois Perret, near Paris, 1990 (conception & design)

Viața lui Costin Petrescu în Europa și pe alte orizonturi se desfășoară printr-o deschidere și cunoaștere din ce în ce mai largă, voiajele, escursiile și experiențele singulare sau cu familia inlanțuindu-se în decursul anilor.
Așa zisa « revoluție » din decembrie `89, îl găsește la planșetă la Paris, cu colegii. Organizează imediat cu câteva personaje din diaspora o asociație pe nume CRED (Consensus pour la Roumanie Européene et Démocratique) destinată să ajute pe moment România. În plus reușește să-și aducă foștii colegi din Phoenix, reuniți absolut toți pentru prima oară în libertate. Concertul s-a ținut la renumita sală « La Cigale » din Paris.
Timp de câțiva ani, trece prin alte două agenții importante de arhitectură din Paris, cu proiecte redutabile, după care își crează propriul studio, « La Strada », în plin început de criză economică în construcții. 

După două proiecte mici, are oportunitatea de a pleca în Liban, la Beyrouth (fosta « Veneție orientală »), pentru a conduce o echipa de proiectare în vederea construirii Căminelor Studențești de 2500 de paturi, din noul « Campus Universitar Hadath » la câțiva kilometri de capitală. 

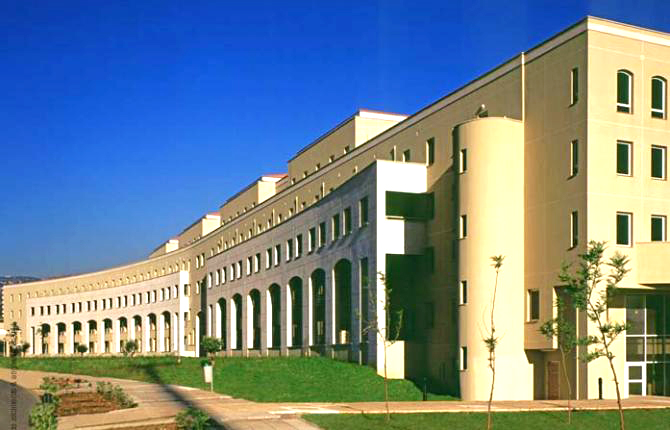
Main facade and entrance in University Campus Hadath, near Beyrouth (conception & design) 1994 (built in 2004)

 În decursul a aproape doi ani acumulează o experiență inedită și vizitează țara anticilor fenicieni cu suprize din cele mai neîntâlnite. Mângâie cedrii de trei mii de ani, vede lumina roșiatică a Baalbekului, contemplă palatele celebre și construcțiile vechi orientale mediteraneene.

## Business
După `97, Costin se implică în România prin crearea societății “Magic Sign”, un business cu scopul de a importa tehnologie franceză în construcții și arhitectură. Este o reușită. Urmează ani serioși de muncă și de dezvoltare pe o pantă ascendentă în acțiuni profesionale dorite sigure, constante și solide, dar nu fără impedimente multe din pricina sistemului general total rămas în urmă și mai ales post-comunist continuator.

În paralel participă sporadic cu vechi muzicieni prieteni la diverse concerte și festivaluri, în principal cu Mircea Florian, Mircea Baniciu și câțiva alții.

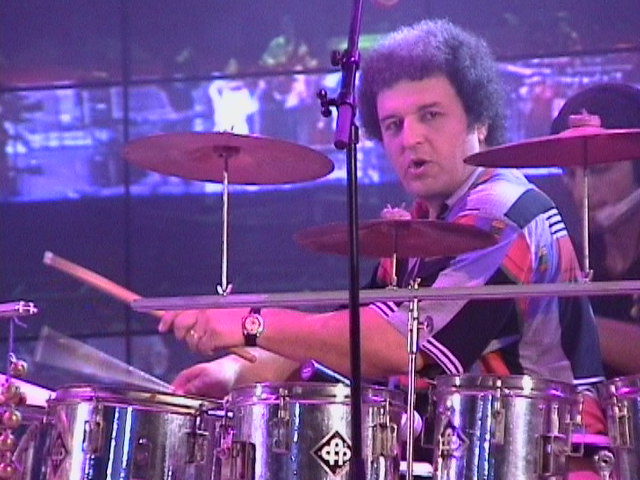
In redivivus-concert with Phoenix 2002

După abandonarea businessului prin 2015, se consacră « Muzicii Asistate pe Computer », o iubire mai veche, utilizând instrumente de percuție electronice, instrumente reale și virtuale. Desenează grafică în creion și peniță, și urmărește asiduu și contemplând, expozițiile cele mai interesante și sofisticate ale Parisului.

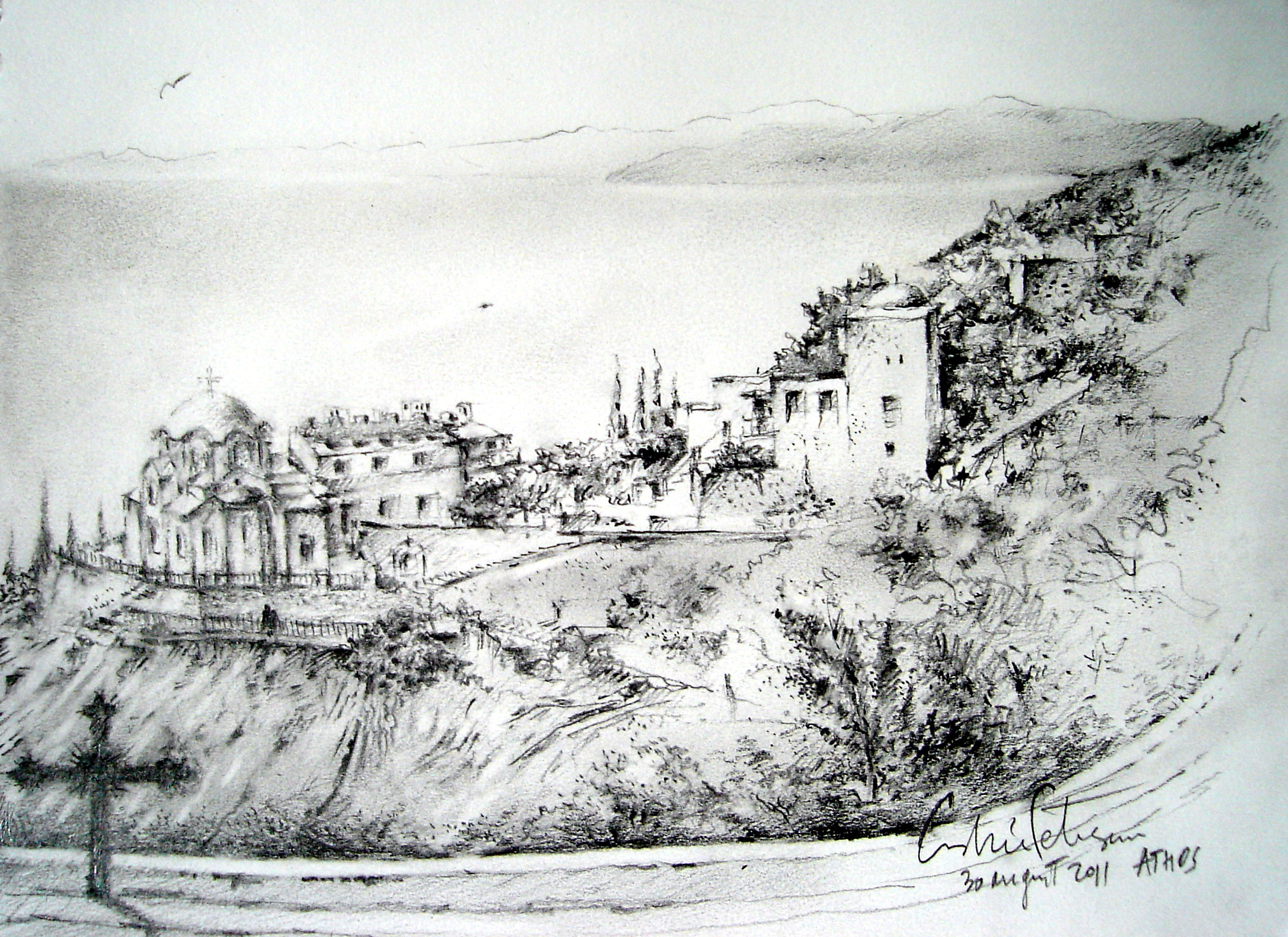
St George Cloister in Athos Mountain 2011 (drawing pencil)

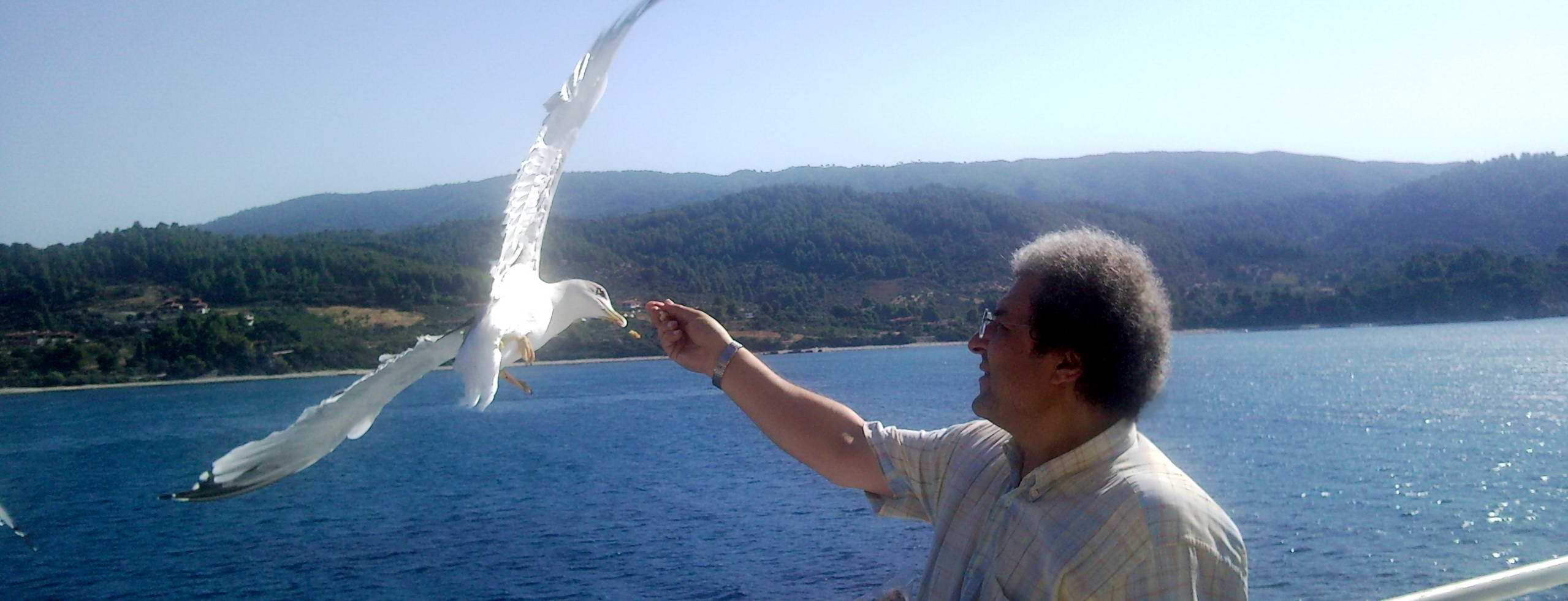
On the way to Athos Mountain 2011

Costin este un etern călător între Paris și București, în căutare de noi creații.
In 2018 a scris cartea "Intre Phoenix și...Le Corbusier", un dialog cu renumitul istoric de rock românesc Nelu Stratone. Autobiografie romanțată, mare parte plasată într-un comunism nefast.
2023 aduce apariția romanului său "AXMA" - Steaua Iubirii Eterne. 
"AXMA" proiectează conștiința noastră, sufletul, în imensitatea infinită a cerului, stelar-celestă, invitând-o să se universalizeze într-o osmoză quasi-comunitară, la limita palpabilului cu irealul, cu non-existentul. Să se universalizeze intr-o iubire perenă. Este o tumultoasă poveste de dragoste scrisă dintr-o suflare! Cosmică !
2024 este anul producerii CD/Album-ului "AXMA - Dreams".
"AXMA - Dreams" este produsul unei întâlniri savante între instrumente clasice naturale și instrumente virtuale, cu sunete sofisticate și expresive, am spune chiar, “impresioniste”…
- Instrumente de percuție naturale membranofone, xilo/metalo-fone, idiofone, din multe zone și regiuni de pe glob. – Instrumente de percuție virtuale cu sonorități modificabile și acordabile funcție de sunetul dorit. – Instrumente cu clape, MIDI, utilizate în VST-uri (Virtual Studio Technology), „plug-in”-uri generatoare de instrumente și sunete extrem de diverse, naturale sau neobișnuite.
Muzica este concepută în sistem MAO (muzică asistată de computer). Compozițiile, orchestrațiile și interpretarea aparțin lui Costin Petry (Petrescu).

## Discografie
- Olympic '64 – Cântic de haiduc/Ziua bradului de noapte (single, 1970) — baterie
- Phoenix – Cei ce ne-au dat nume ‎(LP, album, 1972) — baterie, percuție
- Phoenix – Meșterul Manole (EP, 1973) — baterie, percuție
- Phoenix – Mugur de fluier ‎(LP, album, 1974) — baterie, percuție
- Phoenix – piesa „Omule, cine ești tu?” – Formații de muzică pop 1 (LP, compilație, 1975) — baterie
- Phoenix – Formația „Phoenix” (MC, compilație, 1975) — baterie, percuție
- Erika Józsa & Horváth Károly ‎– Kettőspont (Două puncte) (LP, album, 1978) — percuție
- Nicu Alifantis – După melci (LP, album, 1979) — baterie, percuție
- Mircea Bodolan – Dor de drum/Colind (single, 1981) — percuție
- Sergiu Cioiu, Dan Stoian, Marin Sorescu – La o adică ‎(LP, album, 1981) — baterie, percuție
- Dan Mândrilă – Alter ego ‎(LP, album, 1981) — percuție
- Ansamblul Hyperion – ‎Ansamblul Hyperion (LP, album, 1981) — percuție
- Cătălin Tîrcolea – Zboruri ‎(LP, album, 1982) — baterie, percuție
- Ulpiu Vlad – Mozaic (LP, album, 1982) — percuție
- Fernando Grillo, Iancu Dumitrescu, Octavian Nemescu, Costin Cazaban, Horia Surianu – Romanian Contemporary Music ‎(2xLP, album, 1982) — percuție
- Marius Popp – Nodul gordian ‎(LP, album, 1984) — percuție
- Iancu Dumitrescu – Medium II/Cogito ‎(LP, album, 1987) — percuție
- Phoenix – Remember Phoenix (LP, compilație, 1991) — baterie, percuție
- Marius Popp – Jazz Restitutio 3 ‎(LP, album, 1993) — baterie
- Phoenix – Evergreens ‎(CD, compilație, 1995) — baterie, percuție
- Phoenix – Aniversare 35 (CD, album, 1997) — percuție‎
- Ana-Maria Avram & Iancu Dumitrescu – Orbit of Eternal Grace ‎(CD, album, 1999) — percuție
- Dan Mândrilă – Jazz Restitutio (CD, compilație, 2003) — percuție
- Ana-Maria Avram & Iancu Dumitrescu – Laboratory ‎(CD, album, 2006) — percuție
- AXMA - Dreams - Costin Petrey (Petrescu) - (CD, album, 2024) - instrumental, 5 vise "impresioniste" - MAO

## Alte activități
- Grafică, desen în creion și peniță

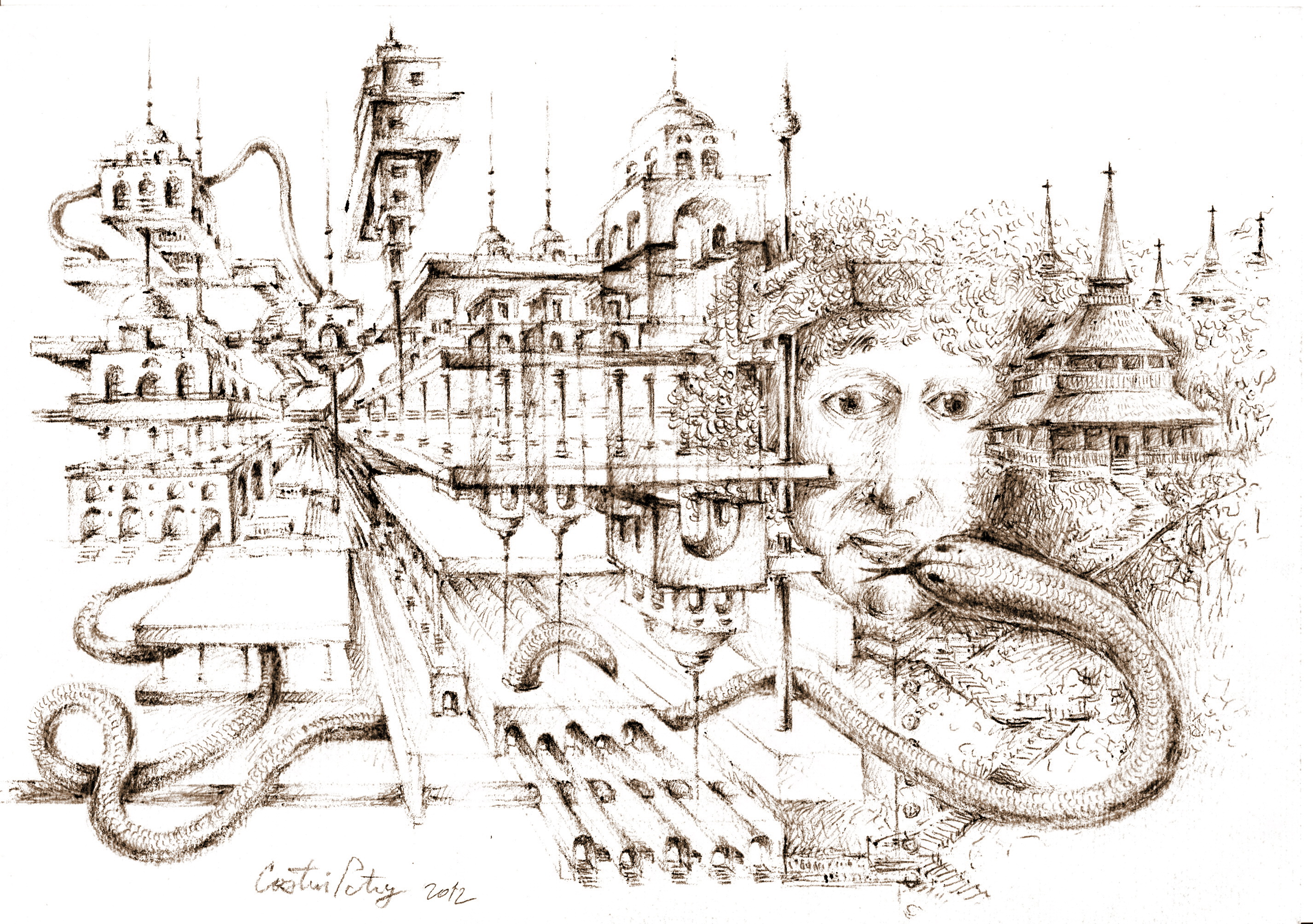
Serpent's embrace - Le baiser du serpent, 2012 (desen în creion, sepia)

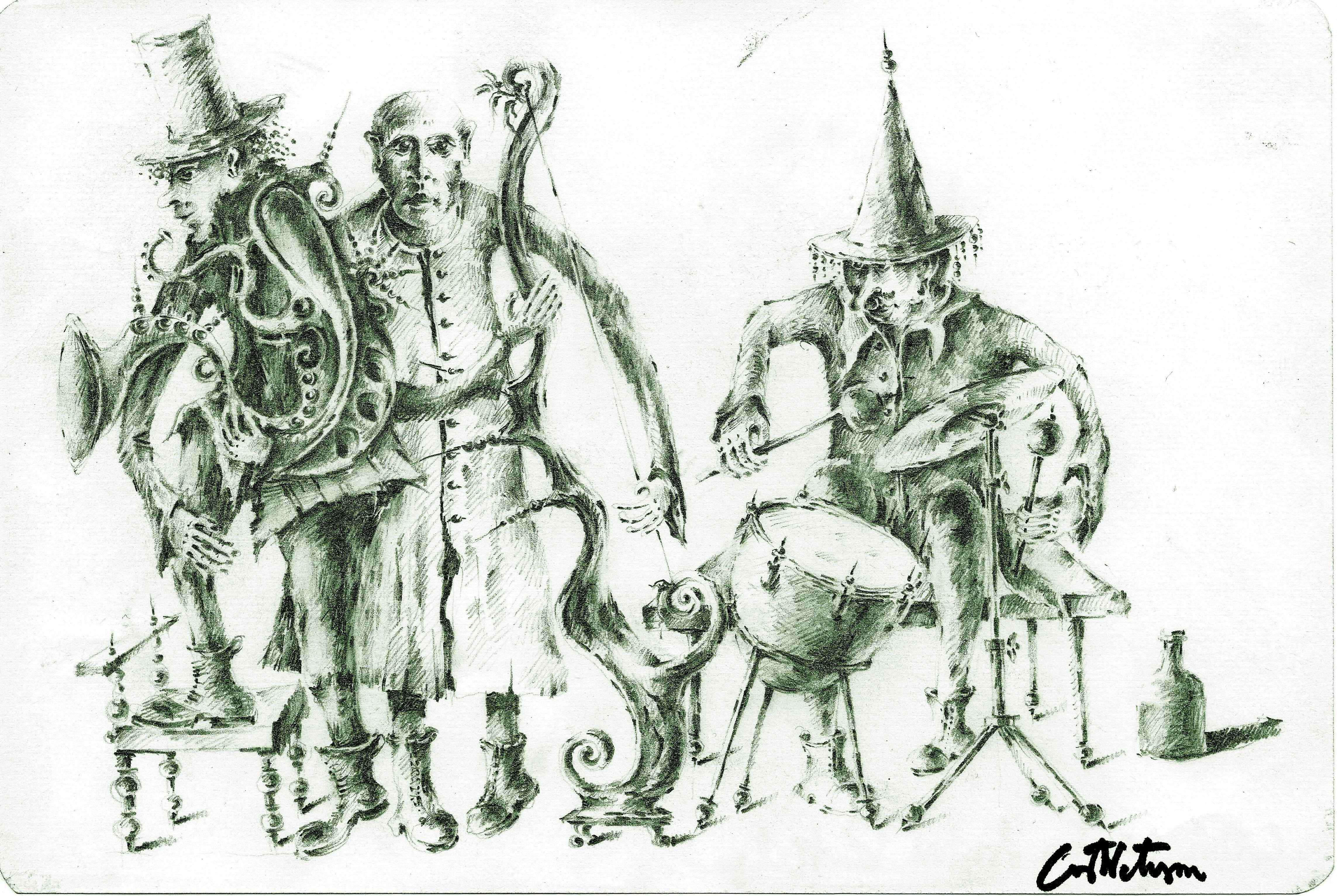
Trio - from Fantastic Musical Instruments cycle (desen în creion) 1980

- Scris
- Amenajări interioare